# Hubert Lynes
Pour les articles homonymes, voir Lynes.
Hubert Lynes (né le 27 novembre 1874 et mort le 10 novembre 1942 à Holyhead au Pays de Galles) est un contre-amiral de la Royal Navy. Second de l'amiral Roger Keyes durant la Première Guerre mondiale, il participe activement à l'organisation des raids sur Zeebruges et Ostende en 1918. Cela lui vaut de nombreuses récompenses et distinctions. Commandant le HMS Warspite après la fin de la guerre, il prend sa retraite en 1919 et se consacre brillamment à l'ornithologie, devenant membre de la British Ornithologists' Union, de la Royal Geographical Society et de la Zoological Society of London. Il reprend du service de 1939 à 1941 durant la Seconde Guerre mondiale, avant d'être emporté par la maladie l'année suivante.